# 段素英
大理昭明帝段素英（？—1009年），大理国第6位君主，986年—1009年在位，属太宗段思良支系，是应道皇帝段素顺之子。

## 生平
986年即位，年号广明。淳化末年，受宋太宗封为检校太保、归德大将军，依旧忠顺王。在位期间，政治清明，能体恤百姓疾苦。段素英还是个笃信佛教的皇帝，1004年，曾亲自撰文《传灯录》，并为学儒的僧人举行科举考试，官吏也多从他们中选任。用过5个年号为广明、明应、明统、明圣、明治。在位二十四年，1009年去世，子段素廉立，谥昭明皇帝。